# نیما راهی‌زاده
نیما راهی‌زاده (زادهٔ ۲۸ اوت ۲۰۰۱) بازیکن بسکتبال اهل ایران است.
از باشگاه‌هایی که در آن بازی کرده‌است می‌توان به باشگاه بسکتبال صنایع هرمزگان و تیم ملی بسکتبال ایران اشاره کرد.
وی در مسابقات کشوری و بین‌المللی در مجموع برندهٔ ۳ مدال طلا، ۲ مدال نقره شده‌است.